# Mesobyrrhus parvus
Mesobyrrhus parvus là một loài bọ cánh cứng trong họ Byrrhidae. Loài này được Huang miêu tả khoa học năm 1997.